# Santa Cruz PFA
El  Santa Cruz PFA (anteriormente PFA Antioquia) es un club de fútbol de Costa Rica, con sede en la ciudad de Santa Cruz de Guanacaste. Fundado en 2025 y su franquicia pertenece al Real Estelí. Juega en la Segunda División de Costa Rica.

## Historia
Se crea como un proyecto para jóvenes del cantón de Desamparados y el sector de Plaza González Víquez en San José centro se le conoce como el Programa de Formación Académicas , inicia su trayectoria en los torneos regionales donde logra el campeonato de la  Zona B de San José para participar en la Primera División de LINAFA en la temporada 2022-2023. 
Inició con un grupo de amigos de la zona, del centro Desamparados, con visorías en la cancha de San Sebastián. Allí fueron los primeros entrenamientos del equipo.
Un grupo de inversionistas colombianos procedentes del Departamento de Antioquia en Colombia, deciden formar un equipo con este mismo nombre en Costa Rica, y junto con socios y miembros del Proyecto de 'PFA' crean este equipo en el 2022 tras adquirir la franquicia de Los Guidos de Desamparados.

### Temporada 2022-2023
Accede a la Final del Clausura 2023 después de clasificar como líder del Grupo E con 21 puntos en el sector Metro B, en la fase de dieciseisavos de final derrota a Siquirreña con un global de 4 a 3. Luego en la fase de octavos de final vence a Talentos del Caribe en el global 4 a 2, en cuartos de final derrota al actual campeón de Apertura el CD Pavas en el global 4 a 2 y luego en semifinales logra remontar un 2 a 0 en la ida ante el Municipal Coto Brus para vencerlo 5 por 0 en la vuelta y clasificarse a la final con un 5 a 2 en el global.
Logran el título del Clausura 2023 tras vencer en la serie al Puntarenas San Luis F.C. en el global 5 a 4, tras vencer en la ida en Puntarenas 4 por 1 y a pesar de caer en la vuelta en el Estadio "Cuty" Monge 1 a 3. 
Con esto disputará el ascenso a la Segunda División de Costa Rica ante el conjunto del CD Pavas.

### Título y Ascenso a la Segunda División
En junio de 2023 logran el ascenso a la Segunda División de Costa Rica tras vencer en la Gran Final de LINAFA al vencer en el global a CD Pavas por 2 a 1. En el juego de ida disputado en Rohrmoser, ambos equipos terminaron igualados sin goles, ya en la vuelta en el Estadio "Cuty" Monge un gol de Santiago Caicedo al minuto 8 puso en ventaja a los de Antioquia en la primera parte, ya en la segunda parte, los de Pavas habían igualado el juego al minuto 83 con gol de Jorge Davies, pero al minuto 92, se señala un penal a favor de PFA Antioquia tras un derribo sobre Karrin West, el capitán del conjunto, Luís Angel García, pondría desde los once pasos el tanto que le daría la victoria y el ascenso para el conjunto de Desamparados.
Debutarían en Segunda División de Costa Rica el 5 de agosto de 2023 en el Estadio El Labrador de Coronado, donde anotarían su primer gol al minuto 45 del primer tiempo por intermedio de Jordan Díaz para poner el 1 a 0 ante Jicaral Sercoba, ya en la segunda parte los jicaraleños igualarían el juego al minuto 75 por la fecha 2 del Grupo A.

### Venta de Franquicia y Cambio de Nombre
El pasado 13 de mayo de 2025 se da a conocer que el Real Estelí del fútbol nicaragüense, adquirió la franquicia del equipo del PFA Antioquia como un proyecto para el desarrollo de jóvenes valores de este país en el fútbol de la Segunda categoría de Costa Rica. 
Por ende el equipo pasa a formar parte de esta institución y decide trasladar su sede al cantón de Santa Cruz en Guanacaste para la Temporada 2025-2026. El equipo pasará a llamarse Santa Cruz PFA.

## Uniforme
- Uniforme titular: Camiseta amarilla con rayas verdes, pantalón verde, medias verdes.
- Uniforme reserva: Camisa color blanca costado color verde, pantalón blanco con raya verde y medias blancas

## Palmarés

### Torneos nacionales
- Campeón Clausura 2023 Tercera División de Costa Rica (1): 2022-2023
- Campeón Tercera División de Costa Rica (1): 2022-2023